# Acacia auriculiformis
Acacia auriculiformis — вид квіткових рослин з родини бобових. Ареал: Австралія (Квінсленд, Північна територія), Індонезія, Папуа Нова Гвінея. Це дерево посухостійке, але також переносить сезонне перезволоження ґрунтів і здатне рости на бідних ґрунтах.

## Морфологічний опис
Вічнозелене дерево, що досягає 15–30 м у висоту. Стовбур разом з нижніми гілками може досягати 12 м в довжину. Має густе листя з відкритою розлогою кроною. Листки довжиною 10–16 см і шириною 1.5–2.5 см з 3–8 паралельними жилками, товсті, шкірясті, зігнуті. Квітки довжиною 8 см, попарні, кремово-жовті з солодким ароматом. Стручки приблизно 6.5 × 1.5 см, плоскі. Спочатку вони прямі, але при зрілості стають закрученими неправильними спіралями. Насіння розташоване поперечно в стручку, від широкояйцюватої до еліптичної форми, приблизно 4–6 × 3–4 мм.

## Використання
Цю рослину вирощують як декоративну рослину, як тіньове дерево, а також вирощують на плантаціях для паливної деревини по всій південно-східній Азії, Океанії та в Судані. Деревина підходить для виготовлення паперу, меблів та інструментів. Містить танін, корисний для дублення шкіри тварин. В Індії його деревина і деревне вугілля широко використовуються як паливо.